# Gonodonta clotilda
Gonodonta clotilda là một loài bướm đêm trong họ Noctuidae.